# Spolna apstinencija
Spolna apstinencija ili seksualna apstinencija (također poznata kao suzdržljivost) praksa je suzdržavanja od nekih ili svih aspekata spolne aktivnosti zbog medicinskih, psiholoških, pravnih, društvenih, financijskih, filozofskih, moralnih ili vjerskih razloga. 
Aseksualnost je različita od seksualne apstinencije kao i celibat. Seksualna apstinencija prije braka obavezna je u nekim društvima prema društvenim normama, ili u nekim zemljama, čak i od strane zakona.
Spolna apstinencija može biti dobrovoljna (kada pojedinac odluči, da se neće upuštati u seksualne aktivnosti s obzirom na moralna, vjerska, filozofska uvjerenja), prisilna kao rezultat društvenih okolnosti (kada netko ne može naći seksualnoga partnera), ili zakonski propisana (npr. u zemljama u kojima je seksualna aktivnost izvan braka protuzakonita i kažnjava se zatvorom i sl.) 
U gotovo svim kulturnim, etičkim i religioznim kontekstima, spolni odnos u braku smatra se dobrim i poželjnim. Gotovo sve religije zabranjuju seksualne aktivnosti između nevjenčanih osoba. U takvom kontekstu, spolna apstinencija propisana je za nevjenčane osoba u svrhu spolne čestitosti. Djevičanstvo se koristi kao sinonim za spolnu apstinenciju, ako osoba nikada nije imala spolne odnose. 
U nekim zemljama spolna aktivnost izvan braka je protuzakonita. Zakoni se uvelike razlikuju od zemlje do zemlje. U nekim muslimanskim zemljama, bilo koji oblik seksualne aktivnosti izvan braka je protuzakonit (prije braka ili preljub). Tu pripadaju: Saudijska Arabija, Pakistan, Afganistan, Iran, Kuvajt, Maldivi,  Maroko, Oman, Mauritanija, Ujedinjeni Arapski Emirati, Katar, Sudan, Južni Sudan i Jemen.
Katolicizam definira seksualnu čestitost kao vrlinu, koja obuzdava seksualni apetit. Nevjenčani katolici izražavaju čednost kroz spolnu apstinenciju. Spolni odnos u braku smatra se čestitim kada zadržava dvojako značenje sjedinjenja i rađanja (ne koristi se kontracepcija). Za bračne parove, sv. Pavao je napisao, da se oni ne bi trebali uskratiti jedno drugome, osim za kratko vrijeme za predanost molitve: "Muž neka vrši dužnost prema ženi, a tako i žena prema mužu. Žena nije gospodar svoga tijela, nego muž, a tako ni muž nije gospodar svoga tijela, nego žena. Ne uskračujte se jedno drugome, osim po dogovoru, povremeno, da se posvetite molitvi pa se opet združite da vas Sotona ne bi napastovao zbog vaše neizdržljivosti. Ali to velim kao dopuštenje, ne kao zapovijed. (1 Kor 7, 3–6)"
Pravoslavna Crkva naučava čednost do braka. Tradicionalno, u braku pravoslavni se supružnici suzdržavaju od spolnih odnosa tijekom četiri posna razdoblja (korizma, došašće, ususret blagdanu sv. Petra i Pavla te prije Velike Gospe) te ususret još nekih vjerskih blagdana. 